# Canton de Maël-Carhaix
Le canton de Maël-Carhaix est une ancienne division administrative bretonne, située dans le département des Côtes-d'Armor et la région Bretagne.
Depuis sa suppression en 2015, il est intégré dans le nouveau canton de Rostrenen. 

## Composition
Le canton de Maël-Carhaix regroupait les communes suivantes :
- Locarn ;
- Maël-Carhaix ;
- Le Moustoir ;
- Paule ;
- Plévin ;
- Trébrivan ;
- Treffrin ;
- Tréogan.

## Démographie
| 1962  | 1968  | 1975  | 1982  | 1990  | 1999  | 2006  | 2011  | 2012  |
| ----- | ----- | ----- | ----- | ----- | ----- | ----- | ----- | ----- |
| 7 361 | 6 648 | 5 969 | 5 668 | 5 492 | 5 359 | 5 484 | 5 698 | 5 651 |

## Représentation

### Conseillers généraux de 1833 à 2015
De 1833 à 1848, les cantons de Maël-Carhaix et de Rostrenen avaient le même conseiller général. Le nombre de conseillers généraux était limité à 30 par département.
| Période               | Identité                                       | Parti        | Qualité                                                                               |
| --------------------- | ---------------------------------------------- | ------------ | ------------------------------------------------------------------------------------- |
| 1833-1842             | Toussaint Vincent Nicolas Guillerm (1782-1877) |              | Notaire, maire de Locarn                                                              |
| 1842-1848             | Jean-Marie Loyer                               | Indépendant  | Notaire à Glomel, avocat à Guingamp Député (1848-1849)                                |
| 1848-1862             | Jean Julien Lemoine                            |              | Notaire, maire de Maël-Carhaix                                                        |
| 1862-1874             | Baron Paul de Liégeard (1813-1897)             | Bonapartiste | Colonel d'artillerie puis Général de brigade Propriétaire à Versailles et à Quintenic |
| 1874-1880             | Hervé de Saisy de Kerampuil                    | Monarchiste  | Militaire, propriétaire à Glomel Député (1871-1875) - Sénateur (1875-1904)            |
| 1880-1886 (décès)     | Corentin Lemoine (1834-1886)                   | Droite       | Notaire à Maël-Carhaix, fils de Jean Julien Lemoine                                   |
| 1886-1900 (décès)     | Jean-Pierre Follézou                           | Républicain  | Avocat, Trébrivan                                                                     |
| 1901-1913 (démission) | Félix Philippe                                 | Républicain  | Avocat Adjoint au Maire de Guingamp                                                   |
| 1913-1923 (décès)     | Yves Le Cozannet                               | Libéral      | Notaire à Maël-Carhaix                                                                |
| 1923-1940             | Joseph-Louis Huellou                           | Rad.         | Agriculteur Maire de Maël-Carhaix                                                     |
|                       |                                                |              |                                                                                       |
| 1945-1955             | Guillaume Daniel                               | PCF          | Agriculteur à Paule Député (1945-1946)                                                |
| 1955-1961             | François-Marie Rouxel                          | PCF          | Cultivateur au Moustoir                                                               |
| 1961-1973 (décès)     | Ernest David                                   | PCF          | Instituteur Maire de Tréogan (1959-1973)                                              |
| 1973-1998             | Auguste Le Coënt                               | PCF          | Cultivateur Maire de Maël-Carhaix (1971-2001)                                         |
| 1998-2015             | Joël Le Croisier                               | PS           | Cultivateur Maire de Trébrivan                                                        |

### Conseillers d'arrondissement (de 1833 à 1940)
| Période                                  | Période | Identité                                         | Étiquette   | Qualité |
| ---------------------------------------- | ------- | ------------------------------------------------ | ----------- | --- |
| 1833                                     | 1839    | M. Le Follezou                                   |             | Cultivateur à Trébrivan                                                                                     |
| 1839                                     | 1845    | Julien Marie Quéméner (1796-1861)                |             | Greffier de la justice de paix à Maël-Carhaix                                                               |
| 1845                                     | 1848    | Nicolas Le Doeuff                                |             | Adjoint au maire du Moustoir                                                                                |
|                                          |         |                                                  |             | |
| av.1856                                  | 1861    | Guillaume Le Doeuff                              |             | Propriétaire au Moustoir                                                                                    |
| 1861                                     | 1867    | Louis, Vicomte de Saisy de Kerampuil (1827-1889) |             | Propriétaire, maire de Paule (1859 à 1889)                                                                  |
| 1867                                     | 1871    | M. Le Follézou                                   |             | Propriétaire à Maël-Carhaix, juge de paix                                                                   |
| 1871                                     |         | M. Le Cloarec                                    |             | Propriétaire à Maël-Carhaix                                                                                 |
|                                          |         |                                                  |             | |
| 1895                                     | 1913    | Jean Alexandre Rivoal                            |             | Cultivateur, maire de Plévin                                                                                |
| 1913                                     | 1919    | M. Jaouen                                        | RG          | |
| 1919                                     | 1925    | Joseph Loyer                                     | Républicain | Agriculteur à Maël-Carhaix                                                                                  |
| 1925                                     | 1931    | M. Fraval                                        | Radical     | Ancien maire de Tréogan                                                                                     |
| 1931                                     | 1937    | François Treussard                               | Radical     | Cultivateur, maire de Treffrin                                                                              |
| 1937                                     | 1940    | Pierre Philippe                                  | SFIO        | Secrétaire de mairie à Trébrivan                                                                            |
| 1940                                     |         |                                                  |             | Les conseils d'arrondissement ont été suspendus par la loi du 12 octobre 1940 et n'ont jamais été réactivés |
| Les données manquantes sont à compléter. |         |                                                  |             | |